# Dècada del 230 aC

## Esdeveniments
- A l'Índia, auge de l'Imperi Maurya i del budisme
- Auge de Pèrgam, on s'amplia la biblioteca fins a esdevenir la segona del món
- Expansió d'Amílcar Barca a terres ibèriques
- Guerra dels mercenaris

## Personatges destacats
- Seleuc II Cal·línic, rei selèucida (246 aC-226 aC)
- Demetri II, rei de Macedònia (239 aC-229 aC)